# Johann Baptist Horix
Johann Baptist Horix (né en 1730 à Mayence, mort le 30 septembre 1792 à Vienne) est un juriste allemand.

## Biographie
Horix étudie à Mayence et à Göttingen (1750-1752) la philosophie et le droit, acquiert à Mayence en 1752 la licence et est ensuite actif en tant qu'avocat, à partir de 1754 en tant qu'assesseur du tribunal de Mayence. Il obtient son doctorat en 1755 et devient professeur agrégé et assesseur de la faculté de droit de Mayence, puis professeur titulaire en 1758. Grâce à l'intervention de la Chambre impériale, il entre en 1766 dans la Cour de cassation de l'Électorat de Mayence puis en 1768 dans le Geheimer Rat puis retourne à Mayence en 1776 parce qu'il n'a pas d'influence. En 1787, il est conseiller privé et recteur de l'université de Mayence. En 1789, il devient membre du conseil aulique et conseiller référendaire de la Reichshofkanzlei à Vienne, où il s'installe avec sa famille.
Horix publie de nombreux écrits sur le droit séculier et canonique. Sa découverte de l'acceptation de Mayence, dans laquelle Albert II du Saint-Empire et les électeurs et archevêques allemands conviennent en 1486 lors de la Diète de Mayence d'une plus grande indépendance de l'église impériale, et sa nouvelle édition des sources du droit ecclésiastique allemand (Concordatae nationis Germanicae integrae, 1763, deuxième édition 1771-1773) soutiennent les aspirations épiscopalistes de son temps qu'il met en place dans le sens du ministre Anton Heinrich Friedrich von Stadion (de).
Horix est un représentant engagé des Lumières et un membre des Illuminés de Mayence sous le nom de John Milton.